# Král Kobra
Král Kobra (v anglickém originále King Cobra) je americký film z roku 2016. Podle vlastního scénáře jej natočil režisér Justin Kelly v produkci společnosti Event Films, která patří herci Jamesi Francovi. Kriminální drama podle skutečných událostí zachycuje životní příběh producenta Bryana Kocise (Christian Slater), majitele gay pornografického studia Cobra Video, který byl v roce 2007 zavražděn ve svém domě v Pensylvánii. K pojmenování jeho studia odkazuje i název filmu, který je anglickým výrazem pro kobru královskou. James Franco a Keegan Allen hrají dvojici producentů a pornoherců Viper Boyz, jejichž konkurenční boj s Kocisem vyvrcholí vraždou. Film měl festivalovou premiéru 16. dubna 2016 na filmovém festivalu v Tribece.

## Postavy a obsazení
| Christian Slater      | Stephen (Bryan Kocis), producent     |
| James Franco          | Joe, herec a producent               |
| Keegan Allen          | Harlow, herec a producent            |
| Garrett Clayton       | Sean Paul Lockhart, začínající herec |
| Molly Ringwaldová     | Amy                                  |
| Alicia Silverstoneová | Janette                              |

## Uvedení a přijetí
Snímek měl premiéru na filmovém festivalu v Tribece v dubnu 2016. Krátce poté společnost IFC Films odkoupila distribuční práva a do amerických kin byl snímek oficiálně uveden 21. října 2016.
Film byl v USA promítán jen v nevelkém rozsahu nejvýše 17 kin, a to po dobu 6 týdnů. Na tržbách vydělal z domácího trhu 74 712 dolarů. Za první víkend promítání utržil v jednom premiérovém kině 11 624 dolarů.
V recenzním agregátoru Rotten Tomatoes získal film z 35 započtených recenzí 43 kladných hodnocení s průměrným ratingem 5,3 bodů z deseti. Na serveru Metacritic obdržel z 19 recenzí 48 bodů ze sta. V Česko-Slovenské filmové databázi jej uživatelé hodnotili 54 procenty.
V ČR byl film uveden v roce 2017 na filmovém festivalu Febiofest.